# Elisa Groppi
 (novembre 2019).
Elisa Groppi, née le 11 décembre 1984, est une femme politique belge du Parti du travail de Belgique.

## Biographie
Elisa Groppi est d'origine italienne.
Elle suit des études d'institutrice primaire en haute école. Elle fait ensuite un master à l'ULB où elle devient membre du COMAC, le mouvement étudiant du PTB.
Elle vit à Bruxelles et travaille dans une école primaire du quartier Helmet.
En 2019, elle milite au sein de Teachers for Climate.

### Députée bruxelloise et de la communauté française
Aux élections régionales du 26 mai 2019, elle est élue députée au Parlement bruxellois. Elle fait partie des trois députés PTB du Parlement bruxellois à siéger également au Parlement de la Communauté française.

### Vie privée
Elle a deux filles.